# Min pappa Toni Erdmann
Min pappa Toni Erdmann (originaltitel: Toni Erdmann) är en tysk-österrikisk dramakomedifilm från 2016 i regi av Maren Ade. I huvudrollerna ses Peter Simonischek och Sandra Hüller.

## Handling
Winfried ser inte mycket av sin dotter Ines som arbetar som konsult. Han gör ett överraskningsbesök till henne i Bukarest, men de kommer inte överens. Den praktiske skojaren Winfried irriterar sin dotter med töntiga upptåg och stötar på hennes rutinmässiga livsstil med möten och pappersarbete. De hamnar i en återvändsgränd och Winfried går med på att åka hem till Tyskland. Efter det kommer Toni Erdmann: Winfrieds nya personlighet. Förklädd i en kostym, peruk och falska tänder tränger Toni in i Ines arbetskrets och påstår sig vara hennes vd:s livscoach. Som Toni håller Winfried inte tillbaka, och Ines möter utmaningen. Ju hårdare de trycker, desto närmare kommer de. I all galenskap börjar Ines se att hennes excentriska pappa förtjänar en plats i hennes liv.

## Rollista i urval
- Peter Simonischek - Winfried Conradi / Toni Erdmann
- Sandra Hüller - Ines Conradi
- Ingrid Bisu - Anca
- Lucy Russell - Steph
- Michael Wittenborn - Henneberg
- Thomas Loibl - Gerald
- Trystan Pütter - Tim
- Hadewych Minis - Tatjana
- Vlad Ivanov - Iliescu
- Victoria Cocias - Flavia